# Liste der Stolpersteine in Kreuzau
Die Liste der Stolpersteine in Kreuzau enthält die Stolpersteine, die im Rahmen des gleichnamigen Kunst-Projekts von Gunter Demnig in Kreuzau verlegt wurden. Mit ihnen soll an die Opfer des Nationalsozialismus erinnert werden, die in Kreuzau lebten und wirkten.

## Liste der Stolpersteine
| Name               | Adresse           | Bild | Inschrift                          | Verlegedatum | Biografie und Anmerkungen |
| ------------------ | ----------------- | --- | ---------------------------------- | ------------ | ------------------------- |
| Jakob Daniel       | Drovestraße 89 ·  | Bild gesucht Der Benutzer GeorgDerReisende ( Diskussion ) wünscht sich an dieser Stelle ein Bild vom Ort mit diesen Koordinaten 50.72793 6.51754 . Motiv: Stolpersteine für die Familie Daniel, die Lage und das Haus Falls du dabei helfen möchtest, erklärt die Anleitung , wie das geht. BW     | Hier wohnte Jakob Daniel ...       | 9. Dez. 2021 |                           |
| Mathilde Daniel    | Drovestraße 89 ·  | Bild gesucht Die Wikipedia wünscht sich an dieser Stelle ein Bild vom hier behandelten Ort. Falls du dabei helfen möchtest, erklärt die Anleitung , wie das geht. BW | Hier wohnte Mathilde Daniel        | 9. Dez. 2021 |                           |
| Ida Hirschberg     | Drovestraße 115 · | Bild gesucht Der Benutzer GeorgDerReisende ( Diskussion ) wünscht sich an dieser Stelle ein Bild vom Ort mit diesen Koordinaten 50.72883 6.51643 . Motiv: Stolpersteine für die Familie Hirschberg, die Lage und das Haus Falls du dabei helfen möchtest, erklärt die Anleitung , wie das geht. BW | Hier wohnte Ida Hirschberg ...     | 9. Dez. 2021 |                           |
| Herta Hirschberg   | Drovestraße 115 · | Bild gesucht Die Wikipedia wünscht sich an dieser Stelle ein Bild vom hier behandelten Ort. Falls du dabei helfen möchtest, erklärt die Anleitung , wie das geht. BW | Hier wohnte Herta Hirschberg ...   | 9. Dez. 2021 |                           |
| Hermann Hirschberg | Drovestraße 115 · | Bild gesucht Die Wikipedia wünscht sich an dieser Stelle ein Bild vom hier behandelten Ort. Falls du dabei helfen möchtest, erklärt die Anleitung , wie das geht. BW | Hier wohnte Hermann Hirschberg ... | 9. Dez. 2021 |                           |
| Isidor Leiser      | Drovestraße 124 · | Bild gesucht Der Benutzer GeorgDerReisende ( Diskussion ) wünscht sich an dieser Stelle ein Bild vom Ort mit diesen Koordinaten 50.72954 6.51538 . Motiv: Stolpersteine für die Familie Leiser, die Lage und das Haus Falls du dabei helfen möchtest, erklärt die Anleitung , wie das geht. BW     | Hier wohnte Isidor Leiser ...      | 9. Dez. 2021 |                           |
| Billa Leiser       | Drovestraße 124 · | Bild gesucht Die Wikipedia wünscht sich an dieser Stelle ein Bild vom hier behandelten Ort. Falls du dabei helfen möchtest, erklärt die Anleitung , wie das geht. BW | Hier wohnte Billa Leiser ...       | 9. Dez. 2021 |                           |
| Helga Leiser       | Drovestraße 124 · | Bild gesucht Die Wikipedia wünscht sich an dieser Stelle ein Bild vom hier behandelten Ort. Falls du dabei helfen möchtest, erklärt die Anleitung , wie das geht. BW | Hier wohnte Helga Leiser ...       | 9. Dez. 2021 |                           |
| Selma Leiser       | Drovestraße 124 · | Bild gesucht Die Wikipedia wünscht sich an dieser Stelle ein Bild vom hier behandelten Ort. Falls du dabei helfen möchtest, erklärt die Anleitung , wie das geht. BW | Hier wohnte Selma Leiser ...       | 9. Dez. 2021 |                           |